# باشگاه فرهنگی ورزشی ذوب‌آهن
ذوب‌آهن نام یکی از باشگاه‌ها و تیم‌های ورزشی در شهر اصفهان و ایران است.
باشگاه ورزشی ذوب‌آهن اصفهان در رشته‌های ورزشی، فوتبال، بسکتبال، وزنه‌برداری، پینگ پنگ، شنا و کشتی فعالیت دارد.پر افتخار ترین تیم های ایران در آسیا و لیگ و تابه حال به لیگ یک سقوط نکرده که فقط تیم های سپاهان و پرسپولیس و استقلال این رکورد را دارند.

## تاریخچه
یکسال پس از راه اندازی کارخانه ذوب‌آهن اصفهان از سوی دولت - یعنی در سال ۱۳۴۸، مسئولین این کارخانه، باشگاه فرهنگی ورزشی ذوب‌آهن اصفهان را راه اندازی کردند. این باشگاه از همان ابتدا توانست در رشته‌های ورزشی نامبرده فعالیت کند.
در سالهای ۱۳۶۵، ۱۳۷۶ و ۱۳۷۸، باشگاه ذوب‌آهن توانست عنوان بهترین باشگاه ایران را از آن خود کند. باشگاه ذوب‌آهن را همچنین می‌توان از اولین باشگاه‌هایی نام برد که برای بانوان نیز در نظر گرفته شده‌است.

### فوتبال
تیم فوتبال ذوب‌آهن در سال ۱۳۵۲ به جام تخت جمشید وارد شد. این تیم تا به اینجا توانسته – به غیر از سال ۱۳۷۴ که در در لیگ دو بازی کرد – در تمامی لیگ‌های سطح اول بازی کند.

#### تیم دوم
این تیم در سال ۱۳۸۴ تأسیس شد و تا پیش از انحلال در سال ۱۳۹۳، در لیگ‌های دسته دوم و سوم حضور داشت.